# Dimitri Juliet
Dimitri Juliet (Willemstad (Curaçao), 28 maart 1996) is een Nederlandse atleet, die gespecialiseerd is in de sprint.

## Biografie

### Jeugd
In 2014 won Juliet bij de Nederlandse jeugdkampioenschappen een bronzen medaille op zowel de 100 als de 200 m. Een jaar later begon hij het indoorseizoen voortvarend door Nederlands jeugdkampioen te worden op de 60 m.

### Senioren
Op 22 mei 2016 verbeterde Juliet in Hengelo zijn persoonlijk record op de 100 m tot 10,57 s. Op de Europese kampioenschappen in Amsterdam maakte hij onderdeel uit van de ploeg op de 4 x 100 m estafette. Hij verving de vaste slotloper Hensley Paulina, die geblesseerd was geraakt in de halve finale van de 200 m. In de kwalificatieronde plaatste de ploeg zich met 38,78 voor de finale. In de finale werd Juliet vervangen door Solomon Bockarie, waarna de ploeg met 38,57 op een vierde plaats overall eindigde en hiermee net buiten de medailles viel.
Juliet is aangesloten bij Rotterdam Atletiek.

## Persoonlijke records
Outdoor
| Onderdeel | Prestatie | Datum        | Plaats    |
| --------- | --------- | ------------ | --------- |
| 100 m     | 10,57 s   | 22 mei 2016  | Hengelo   |
| 200 m     | 21,55 s   | 19 juni 2016 | Amsterdam |

Indoor
| Onderdeel | Prestatie | Datum           | Plaats    |
| --------- | --------- | --------------- | --------- |
| 60 m      | 6,87 s    | 28 januari 2017 | Amsterdam |